# WOH G64
WOH G64는 우리 은하의 동반 은하 대마젤란 은하에서 발견된 별이며, 황새치자리 방향으로 지구에서 약 16만 3,000 광년 떨어진 곳에 있다. 영문 위키백과에서 가장 큰 항성 순위에 스티븐슨 2-18이 삭제되어 있는데, 스티븐슨 2-18의 오차 범위가 매우 크기 때문이다.

## 물리적 특징
WOH G64는 극대거성으로, 그 크기가 태양반경의 1,540배로,현재는 스티븐슨 2-18보다 작다. 만약 WOH G64를 태양 대신 태양계 중심에 위치시킨다면 항성 표면은 토성 궤도까지 미칠 것이다.
이 별의 주위에는 반지름이 최소 약 120 천문단위 ~ 최대 30,000 천문단위에 이르는 도넛 모양의, 자신이 방출해 낸 두터운 가스 물질이 둘리어 있는데, 물질의 총 질량은 태양의 최소 3배에서 최대 9배에 이른다. 이 가스 물질의 존재는 독일 본에 있는 막스 플랑크 전파천문학 재단과 유럽 남방 천문대의 공동 연구를 통해 발견되었다. 연구진은 8.2미터 망원경 두 개를 조합하여 간섭계처럼 사용하여, 60미터 망원경 수준의 성능을 낼 수 있도록 만들었다. 향상된 관측 성능에 힘입어 WOH G64 주변에 가스의 띠가 존재함을 알게 되었다.
띠의 질량을 고려할 때, WOH G64는 원래 갖고 있던 질량의 10 ~ 40 퍼센트를 방출한 것으로 추측된다. 이 별은 초신성 폭발 직전에 있는 상태로 보이며, 최초 이 별의 질량은 태양의 40배 정도로 예상되었으나, 별 주위를 두르고 있는 가스가 구체 형태로 별을 싸고 있는 것이 아니라 도넛 모양으로 두르고 있음이 밝혀지면서, 더 많은 부위가 가스 물질의 방해 없이 지구 관측자에게 직접 노출되어 있음을 알게 되었다. 노출도를 고려할 때 이 별의 표면 온도는 너무 낮았다. 따라서 온도에 입각하여 새로 계산한 별의 질량은 기존의 절반 정도인 태양의 20배 수준으로 수정되었다.

## 같이 보기
- 적색 초거성
- 극대거성
- 큰개자리 VY
- 세페우스자리 VV